# Aeroportul Pierrefonds
Aeroportul Pierrefonds (IATA: ZSE, ICAO: FMEP) este un aeroport din Saint-Pierre, Cantonul Saint-Pierre-4, Arondismentul Saint-Pierre, Réunion, Franța ce deservește zona Saint-Pierre. Aeroportul a fost tranzitat în 2022 de 10.837 de pasageri. A fost deschis în 1998 și numit după zona deservită.
Situat la o altitudine de 18 m, aeroportul dispune de o singură pistă.